# Сютова къща
Сютовата или Цонината къща (на гръцки: Αρχοντικό Σιούτα, Αρχοντικό Τσονά) е възрожденска къща в град Костур, Гърция.

## Местоположение
Къщата е разположена в южната традиционна махала Долца (Долцо), на улица „Атанасиос Цакалов“.

## История
Къщата е от края на XIX век. В 1965 година къщата е обявена за защитен паметник на културата.